# Ophiodermella fancherae
Ophiodermella fancherae é uma espécie de gastrópode do gênero Ophiodermella, pertencente a família Borsoniidae.